# سيرسينغوبين
سيرُسينغوبين (بالإنجليزية: Syrosingopine)‏ هو دواء مُشتَق من الريزيربين، ويُستعمل (منذ عقد 1960) لعلاج ارتفاع ضغط الدم.